# Antípatre II Etèsies
Antípatre II Etèsies (grec antic: Ἀντίπατρος Ἐτησίας 'Antípatre dels vents etesis') va ser rei de Macedònia l'any 279 aC.
Era nebot de Cassandre i fill de Filip. Va ser proclamat rei pels militars macedonis després de la mort de Ptolemeu Ceraune i la destitució de Melèagre al cap de dos mesos de regnat. El seu regnat només va durar 45 dies. Els macedonis li van donar el nom d'Etèsies perquè els vents etesis van bufar durant el poc temps del seu regnat.
Va ser deposat pel general Sòstenes, possiblement un oficial de Lisímac de Tràcia que no el considerava capacitat per fer front a la invasió del gal Brennos, l'any 279 aC. Tenia alguns seguidors a Macedònia i va intentar recuperar el tron, però va ser derrotat per Antígon II Gònates. Va fugir a Egipte, on uns vint anys més tard va reclamar el tron macedoni encoratjat per Ptolemeu III Evèrgetes I.